# Мезецкий, Михаил Романович
Михаил Романович Мезецкий (1470—1506) — последний удельный князь Мезецкий (ок.1484 — 1504).

## Биография
Младший сын князя Романа Андреевича Мезецкого, который являлся родоначальником младшей ветви князей Мезецких, и неизвестной; из ветви Черниговских Рюриковичей. Служил польскому королю Казимиру IV.
По русско-литовскому договору 1484 года Мезецком (ныне г. Мещовск Калужской области) совместно владели Михаил Романович, Федор Федорович Сухой, Василий Федорович Кукубяка, Василий и Федор Ивановичи Говдыревские.
Великий князь Литовский Александр Казимирович в 1492 жаловался, что князь Михаил Романович Мезецкий, служивший Москве, отнял у служившего Литве князя Петра Мезецкого его купли: треть в городе Мезецке и земли в волостях.
В августе — октябре 1492 года князь Михаил Романович Мезецкий отъехал в Москву,
«поимав» при этом брата Семена и двоюродного брата Петра Федоровича.
В летописной статье зимы 1492/93 г. говорится о приезде на службу к Ивану III князя М. Р. Мезецкого: «приеде служити к великому князю князь Михайло Романовичь Мезецкой, да изымав приведе с собою дву братов, князя Семена да князя Петра, и князь велики их послал в заточение в Ярославль, а князя Михаила пожаловал его же отчиною и повелел ему себе служити».
В результате русско-литовской войны 1500—1503 гг. Мезецк вошел в состав Московского государства.
Великий князь московский Иван III Васильевич в 1504 выменял у Михаила Мезецкого его родовые владения на земли Владимирского уезда — Алексино и Стародуб-Ряполовский (г. Стародуба-на-Клязьме), впоследствии унаследованные потомками.
В 1506 Михаил Романович Мезецкий (воевода при походе) и его старший сын Андрей погибли при осаде Казани.
В 1539 г. наследники Михаила Мезецкого, до этого совместно управлявшие отцовской вотчиной, поделили свои владения: с. Алексино унаследовали князья Иван Меньшой и Петр Гнуса, с. Лучкино — князь Семен, с. Васильевское — князь Иван Шапца.

## Семья и дети
Жена — Васса.
Сыновья: Андрей (убит в 1506), Семен, Иван Большой Шапца, Иван Меньшой, Василий, Петр Гнуса.